# بانک مرکزی دربرابر پیترسون
بانک مرکزی در برابر پیترسون عنوان پرونده‌ای بر سر توقیف بخشی از دارایی‌های خارجی بانک مرکزی جمهوری اسلامی ایران در ایالات متحدهٔ آمریکا است. در پروندهٔ پترسون، محاکم آمریکا، بانک مرکزی جمهوری اسلامی را یک نهاد مستقل از دولت نشناختند و اقدام به توقیف دو میلیارد دلار از دارایی‌های جمهوری اسلامی ایران کردند.

## پیشینه
دولت آمریکا در سال ۱۹۸۴ میلادی، ایران را در فهرست دولت‌های حامی تروریسم خود قرار داد. از سال ۱۹۹۶ میلادی این امکان برای قربانیان حملات تروریستی فراهم شد تا در صورتی که سازمان‌های ترتیب‌دهندهٔ آن حملات از حمایت ایران برخوردار باشند، بتوانند علیه ایران در محاکم داخلی آمریکا اعلام دعوی کنند. حاصل این روند، توقیف چند ده میلیارد دلار از اموال جمهوری اسلامی ایران به عنوان «حمایت از تروریسم و گروه‌های تروریستی» بوده‌است. البته تعریف ایالات متحده و متحدانش از تروریسم مورد قبول جمهوری اسلامی ایران نیست و دولت ایران عمل آمریکا در انجام این نوع تحریم‌ها را نقض آشکار حقوق بین‌الملل می‌داند.

## عدم تأثیرگذاری برجام
برنامه جامع اقدام مشترک یا برجام، تنها مربوط به تحریم‌های هسته‌ای می‌شود و در لغو یا تعلیق تحریم‌های یادشده تأثیرگذار نبود. به بیان دیگر تحریم‌های مربوط به گروه‌های تروریستی، تحریم‌های موشکی، تحریم‌های نظامی و تحریم‌های مربوط به مداخلهٔ ایران در سایر کشورها جزو مذاکرات ایران و کشورهای گروه ۱+۵ و در نتیجه برجام نبوده‌است.

## موضوع عدم استقلال بانک مرکزی جمهوری اسلامی
در ماده ۱۶۱۱ قانون مصونیت دولت‌های خارجیِ ایالات متحده، بانک‌های مرکزی مستقل از دولت‌ها معرفی شده‌اند. با این حال وکیل خواهان‌های پروندهٔ پترسون، در سال ۱۳۹۰، در لایحهٔ خود ادعا می‌کند که بانک مرکزی ایران چنان تحت کنترل دولت است که هیچ استقلالی ندارد. در لایحه بر این موارد تکیه شده‌است که هرچند بانک مرکزی ظاهراً بر اساس قانون پولی و بانکی اداره می‌شود، اما اموالی که به نام بانک مرکزی نگهداری می‌شوند، عمدتاً متعلق به دولت هستند و دولت از طریق انتصاب مقامات و کنترل عملیات بانک مرکزی دستورات خود را به بانک مرکزی دیکته می‌کند. در این لایحه موارد مختلفی از آنچه دخالت‌ها و عدم استقلال بانک مرکزی ایران نامیده شده مثال زده‌شده‌است. ادعای عدم استقلال بانک مرکزی مورد قبول دولت ایران نیست.

## روند رسیدگی قضایی در آمریکا
رأی دادگاه بدوی در سال ۲۰۰۸ صادر شد. بانک مرکزی جمهوری اسلامی ایران نسبت به جکم دادگاه اعتراض کرد. رسیدگی‌ها در دادگاه بدوی تا سال ۲۰۱۲ به طول انجامید. کنگره ایالات متحده آمریکا در سال ۲۰۱۲ اقدام به تغییر قانون حاکم بر موضوع کرد که پس از آن دادگاه بدوی مطابق این قانون حکم خود را صادر و دادگاه تجدیدنظر نیز آن را تأیید کرد. بانک مرکزی ایران طی دادخواستی از دیوان عالی آمریکا خواستار اعلام مغایرت قانون مزبور با قانون اساسی ایالات متحده شد. استدلال ایران این بود که بر اساس اصلِ تفکیک قوا در ایالات متحده، کنگرهٔ آن کشور حق نداشته‌است قانونی را تصویب کند که مربوط به پرونده های در حال رسیدگی در دادگاه‌های آن کشور باشد. اما بر خلاف انتظار ایران دیوان عالی آمریکا رأی دادگاه‌های بدوی و تجدیدنظر را تأیید کرد که در نتیجهٔ آن عملاً امکان تصرف و تقسیم دارایی‌های بانک مرکزی ایران فراهم شد.

## پی‌گیری موضوع در دیوان دادگستری بین‌المللی
پس از اعلام حکم دیوان عالی ایالات متحده، جعفر قنبری جهرمی، قائم مقام مرکز امور حقوقی بین‌المللی نهاد ریاست جمهوری ایران، اظهار کرد که جمهوری اسلامی می‌تواند برای احقاق حقوق خود به دیوان دادگستری بین‌المللی مراجعه کند.